# Calospilota misana
Calospilota misana es una especie de mantis de la familia Mantidae.

## Distribución geográfica
Se encuentra en Ghana, Guinea, Nigeria y Togo.